# امیرحسین عسگری
امیرحسین عسگری بازیگر و کارگردان و نویسنده اهل تهران است.

## زندگی‌نامه
امیر حسین عسگری متولد اول آذر ماه ۱۳۵۷ تهران است. وی فعالیت هنری خود را با بازیگری تئاتر آغاز کرد و طولی نکشید تا کارگردانی و نویسندگی را نیز در این عرصه تجربه کند. او همچنین در سال ۱۳۸۲ تحصیلات اش را در مقطع کارشناسی در دانشکده هنرهای دراماتیک در رشته بازیگری به پایان رساند و پس از آن وارد عرصه سینما و تلویزیون شد. دستیاری و برنامه‌ریزی او در بیش از ۵۰ فیلم و سریال، سبب شد تا با استفاده از تجربیات این سال‌ها دست به ساخت اولین فیلم کوتاهش بزند، فیلمی با نام (چرت کوتاه ۲۰۰۸) که فیلمی کاملاً تجربی بود. فیلم (باشه برای بعد۲۰۱۲) دومین فیلم کوتاه او محسوب می‌شود که باحضور در جشنواره‌های داخلی و بین‌المللی موفقیت‌های فراوانی را برای او به ارمغان آورد. او بلافاصله بعد از ساخت فیلم کوتاه (باشه برای بعد) ساخت فیلم بلند بدون مرز را آغاز کرد.
بدون مرز اولین ساخته بلند امیر حسین عسگری است، که حضور جهانی اش را در جشنواره بین‌المللی فیلم توکیو تجربه کرد و موفق به دریافت عنوان آینده آسیا و بهترین فیلم این بخش در سال ۲۰۱۴ شد. این فیلم در سی و سومین دوره جشنواره فیلم فجر نامزد دریافت سیمرغ بلورین بهترین کارگردانی بخش نگاه نو و برنده تندیس بلورین جایزه ویژه هیئت داوران در بخش نگاه نو شده‌است.

## فیلم‌شناسی
- چرت کوتاه(۲۰۰۸)
- باشه برای بعد (۲۰۱۲)
- بدون مرز (۱۳۹۳)
- برف آخر (۱۳۹۹)

## جوایز
- برنده جایزه سوم بهترین فیلم جشنواره «کنی آ مینوتی» ایتالیا برای فیلم باشه برای بعد (2012)[۵]
- دریافت عنوان آینده آسیا و بهترین فیلم این بخش در جشنواره بین‌المللی فیلم توکیو (۲۰۱۴)
- سیمرغ بلورین جایزه ویژه هیئت داوران در بخش نگاه نو سی و سومین دوره جشنواره فیلم فجر برای فیلم بدون مرز
- سیمرغ بلورین جایزه ویژه هیئت داوران چهلمین دوره جشنواره فیلم فجر برای فیلم برف آخر